# Eric Schembri
Eric Schembri (30 aprile 1955) è un ex calciatore maltese, di ruolo attaccante. Inoltre è figlio di Salvinu Schembri e padre di André Schembri.

## Carriera

### Nazionale
Ha collezionato quattro presenze con la propria Nazionale.